# Hermann Latherus
Hermann Latherus (* 5. März 1583 in Husum; † 9. April 1640 ebenda) war ein deutscher Jurist.

## Leben
Aus bürgerlichen Verhältnissen stammend, studierte Latherus ab 1599 an der Universität Wittenberg und an der Universität Marburg. Anschließend begab er sich auf eine Bildungsreise. Er besuchte Köln, Freiburg, Basel, Straßburg, Leipzig, Tübingen und promovierte 1606 an der Universität Heidelberg zum Doktor der Rechtswissenschaften. Danach ließ er sich als Advokat in seiner Heimatstadt nieder und erwarb sich dabei hohes Ansehen. Verheiratet war er mit Christina Gutslof.
Bedeutend ist seine Schrift De censu, tractatus nomico-politicus (Frankfurt 1618, 1651, 1668, 1687), in der er vor allem die römisch-katholische Kirche anprangert und welches Werk dafür auf den Index gesetzt wurde.